# Eucereon
Eucereon este un gen de insecte lepidoptere din familia Arctiidae.

## Specii[1]
- Eucereon abdominale
- Eucereon abdominalis
- Eucereon aeolum
- Eucereon agylloides
- Eucereon alba
- Eucereon albinota
- Eucereon albitorna
- Eucereon amadis
- Eucereon amazonum
- Eucereon antonia
- Eucereon aoris
- Eucereon apicalis
- Eucereon appunctata
- Eucereon archias
- Eucereon arenosa
- Eucereon arenosum
- Eucereon argutum
- Eucereon aroa
- Eucereon arpi
- Eucereon assutum
- Eucereon atratum
- Eucereon atriguttum
- Eucereon aurantiaca
- Eucereon betzi
- Eucereon bipuncta
- Eucereon boreale
- Eucereon brunnea
- Eucereon buchwaldi
- Eucereon capsicum
- Eucereon carabayana
- Eucereon carolina
- Eucereon casca
- Eucereon caura
- Eucereon centrale
- Eucereon chalcodon
- Eucereon chloraenoma
- Eucereon chosica
- Eucereon cimonis
- Eucereon cincta
- Eucereon cinctum
- Eucereon clementsi
- Eucereon coenobita
- Eucereon coeruleocaput
- Eucereon colimae
- Eucereon colombiae
- Eucereon colombiana
- Eucereon completa
- Eucereon complicatum
- Eucereon compositum
- Eucereon confine
- Eucereon confinis
- Eucereon confusum
- Eucereon conjunctum
- Eucereon consorta
- Eucereon conspicuum
- Eucereon costulatum
- Eucereon crambidinum
- Eucereon cribrum
- Eucereon cubensis
- Eucereon cyneburge
- Eucereon darantasia
- Eucereon davidi
- Eucereon dentatum
- Eucereon diluteus
- Eucereon discolor
- Eucereon displicatum
- Eucereon distractum
- Eucereon dognini
- Eucereon dorsipuncta
- Eucereon dova
- Eucereon drucei
- Eucereon duthaca
- Eucereon ecuadoris
- Eucereon erythrolepis
- Eucereon exile
- Eucereon exprata
- Eucereon facundum
- Eucereon fassli
- Eucereon flavicincta
- Eucereon flavofaciatum
- Eucereon flemmingi
- Eucereon formosum
- Eucereon fosteri
- Eucereon fuscatum
- Eucereon fuscobruneum
- Eucereon fuscoirroratum
- Eucereon guacolda
- Eucereon hagmanni
- Eucereon hampsoni
- Eucereon hoegei
- Eucereon hoffmannsi
- Eucereon hyalinum
- Eucereon ignota
- Eucereon imprimata
- Eucereon imriei
- Eucereon incospicuum
- Eucereon ino
- Eucereon intranotatum
- Eucereon irrorata
- Eucereon juruana
- Eucereon ladas
- Eucereon latifascia
- Eucereon leopardinum
- Eucereon leprota
- Eucereon leria
- Eucereon lerioides
- Eucereon lineata
- Eucereon luteipectus
- Eucereon lutescens
- Eucereon lutetia
- Eucereon lutulentum
- Eucereon lychnis
- Eucereon maja
- Eucereon mara
- Eucereon marcata
- Eucereon marmoratum
- Eucereon maternum
- Eucereon mathani
- Eucereon mediocris
- Eucereon melanoperas
- Eucereon meridionalis
- Eucereon metaloba
- Eucereon metathoracica
- Eucereon metoidesis
- Eucereon mexicanum
- Eucereon minus
- Eucereon minuta
- Eucereon mitigata
- Eucereon mizar
- Eucereon moeschleri
- Eucereon myrina
- Eucereon myrtusa
- Eucereon nebulosum
- Eucereon nervulum
- Eucereon nigricorpus
- Eucereon nigripalpis
- Eucereon nubilosum
- Eucereon obliquifascia
- Eucereon obscura
- Eucereon obscurior
- Eucereon ochrota
- Eucereon ockendeni
- Eucereon olivaceum
- Eucereon pagina
- Eucereon pallescens
- Eucereon parambae
- Eucereon parascyton
- Eucereon patrona
- Eucereon patronides
- Eucereon patula
- Eucereon perplicatum
- Eucereon perstriata
- Eucereon peruviana
- Eucereon phaeoleuca
- Eucereon phaeophlebia
- Eucereon phaeoproctum
- Eucereon pica
- Eucereon picoides
- Eucereon pilatii
- Eucereon pittieri
- Eucereon plumbicollum
- Eucereon pometina
- Eucereon pseudarchias
- Eucereon pseudocasca
- Eucereon punctata
- Eucereon punctatum
- Eucereon pyrozona
- Eucereon quadricolor
- Eucereon relegatum
- Eucereon reniferum
- Eucereon resina
- Eucereon reticulatum
- Eucereon rhodophila
- Eucereon rogersi
- Eucereon romani
- Eucereon rosa
- Eucereon rosadora
- Eucereon rosenbergi
- Eucereon rosina
- Eucereon rothschildi
- Eucereon rubroanale
- Eucereon rububa
- Eucereon ruficollis
- Eucereon rufidorsalis
- Eucereon rufipes
- Eucereon sadana
- Eucereon sarisa
- Eucereon scyton
- Eucereon seitzi
- Eucereon sericeum
- Eucereon servator
- Eucereon setosa
- Eucereon simile
- Eucereon songoense
- Eucereon sordidescens
- Eucereon steinbachi
- Eucereon stellifera
- Eucereon striata
- Eucereon strix
- Eucereon surcata
- Eucereon sylvius
- Eucereon tanampayae
- Eucereon taperinhae
- Eucereon tarona
- Eucereon tenellulum
- Eucereon tesselatum
- Eucereon testaceum
- Eucereon theophanes
- Eucereon tigrata
- Eucereon tigrisoma
- Eucereon tripunctatum
- Eucereon varia
- Eucereon velutinum
- Eucereon venosa
- Eucereon vestalis
- Eucereon xanthodora
- Eucereon xanthoperas
- Eucereon zamorae
- Eucereon zephyrum
- Eucereon zizana